# Comet River
Der Comet River ist ein Fluss im Osten des australischen Bundesstaates Queensland.

## Name
Den Comet River benannte Ludwig Leichhardt aus Preußen auf seiner ersten Australienexpedition nach einem Kometen, den er am 23. Dezember 1844 über Australien gesichtet hatte.

## Geographie

### Flusslauf
Der Fluss entsteht in der Expedition Range nördlich der Siedlung Purbrook und des Nuga-Nuga-Nationalparks aus dem Brown River und dem Clematis Creek. Er fließt nach Norden und unterquert die Carnarvon Developmental Road und den Dawson Highway an ihrer Kreuzung in der Kleinstadt Rolleston. Bei der Kleinstadt Comet unterquert der Comet River den Capricorn Highway und bildet wenige Kilometer weiter nördlich zusammen mit dem Nogoa River den Mackenzie River.
Das Comet River Weir ist das wichtigste Stauwehr am Fluss. Ende der 1990er-Jahre sollte ein großer Stausee am Comet River entstehen, doch dazu kam es nie.

### Nebenflüsse mit Mündungshöhen
- Brown River – 237 m
- Clematis Creek – 237 m
- Crescent Creek – 219 m
- Christmas Creek – 210 m
- American Gully – 209 m
- Grateful Ponds Creek – 206 m
- Meteor Creek – 202 m
- Planet Creek – 201 m
- Canary Creek – 199 m
- Humboldt Creek – 178 m
- Orion Creek – 178 m
- Sirius Creek – 168 m
- Triumph Creek – 167 m
- Minerva Creek – 158 m
- Boundary Creek – 157 m
- Eight Mile Creek – 156 m
- Yanko Creek – 154 m[1]

### Durchflossene Seen
- Teatree Waterhole – 190 m[1]